# Вайнер, Лео
Лео Вайнер (нем. Leó Weiner; 16 апреля 1885, Будапешт, Австро-Венгрия, ныне Венгрия — 14 ноября 1960, там же) — венгерский композитор, один из ведущих музыкальных педагогов первой половины XX века. Дважды лауреат государственной премии имени Ко́шута (1950, 1960).

## Биография
Первые уроки игры на пианино получил у своего брата. Позже учился у Иштвана Томана,
окончил Будапештскую музыкальную академию по классу композиции Ганса фон Кёсслера. Ещё будучи студентом, за серенаду для оркестра получил ряд наград, в том числе стипендию им. Ференца Листа, премии им. Фолькмана и Эркеля.
С 1908 года преподавал теоретические предметы в альма-матер; с 1912 — профессор композиции, с 1920 года — профессор камерной музыки, вёл класс камерного ансамбля. Преподавал также в школе Фодора.
В 1949 году ушёл на пенсию в качестве почетного профессора, продолжая преподавать до конца своей жизни.
Среди его учеников: Антал Дорати, Андре Гертлер, Петер Комлош, Янош Штаркер, Фриц Райнер, Ференц Сабо, Георг Шолти, Дьёрдь Шебёк, Ласло Халас, Андор Фёльдеш и др.

## Творчество
В ранних произведениях Вайнера можно обнаружить следы влияния романтической музыки от Бетховена до Мендельсона, позже — французских импрессионистов. В последующих произведениях Вайнера венгерский народный мелос играет ведущую роль. На основе венгерской национальной музыки он создал ряд значительных сочинений, отличающихся большим разнообразием оркестрового письма, красочностью и эмоциональностью.
В числе наиболее известных произведений Л. Вайнера — сюита для оркестра «Чонгор и Тюнде» (1903), составленная из музыки к одноимённой пьесе Михая Вёрёшмарти (исполнялась и как балет), а также концертино для фортепиано с оркестром (1928).
Кроме того, среди заметных композиций Вайнера: струнное трио, три струнных квартета, две скрипичные сонаты, пять дивертисментов для оркестра, симфоническая поэма, а также многочисленные камерные и фортепианные пьесы.

## Награды
- 1950 и 1960 — Премия имени Кошута
- 1960 — Заслуженный артист ВНР
- В Будапеште проводится Международный конкурс имени Лео Вайнера